# Curaco de Vélez
Curaco de Vélez es una comuna chilena ubicada en la Región de Los Lagos, localizada en la isla de Quinchao (Provincia de Chiloé), en la zona sur de Chile. Su capital es el pueblo homónimo. Ocupa el tercio norte de la isla, pues el resto forma parte de la comuna de Quinchao.

## Historia

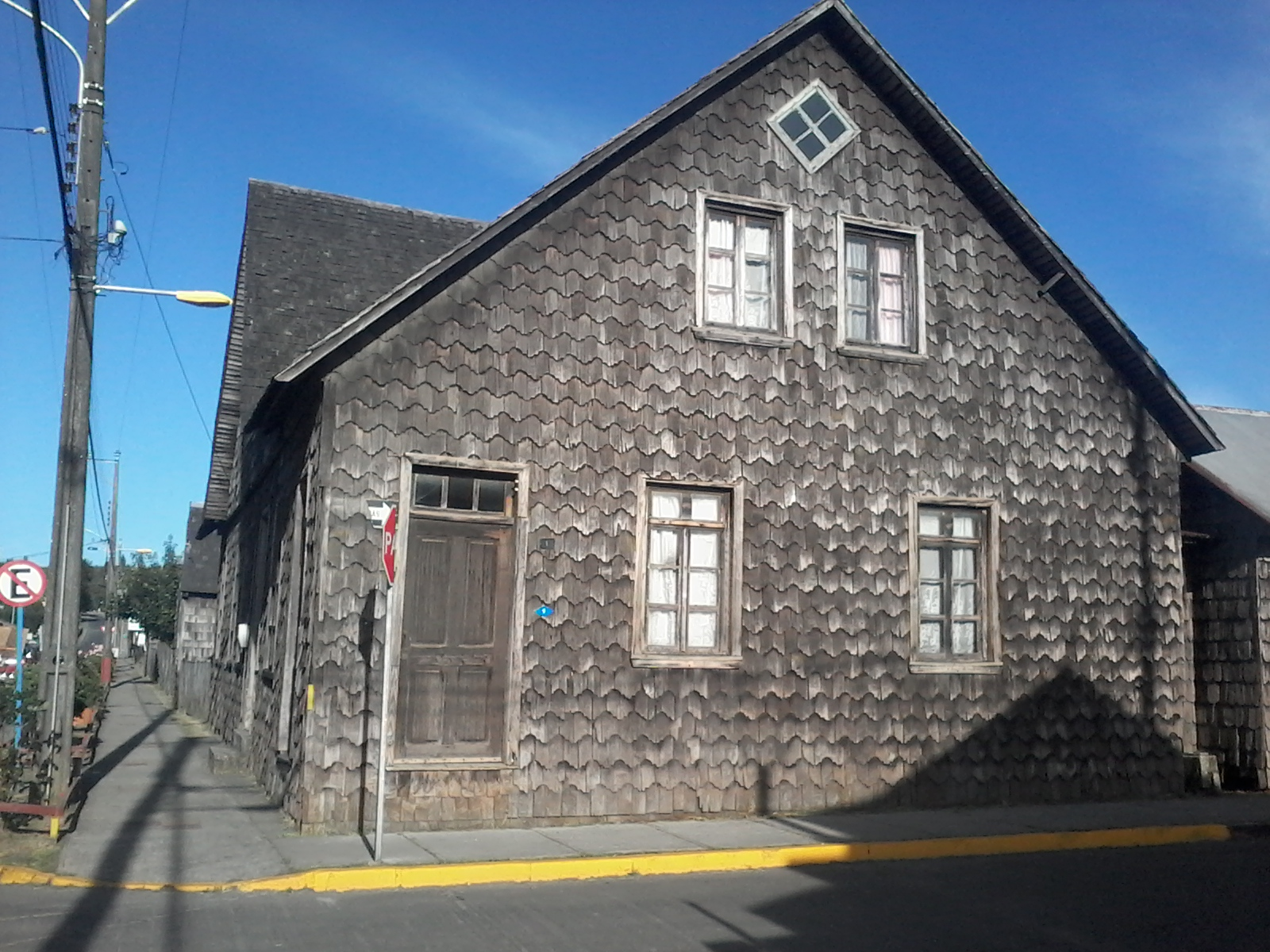
Casa monumento histórico en Curaco de Vélez

El territorio hoy ocupado por Curaco de Vélez comenzó a poblarse con españoles alrededor de 1602, luego de la llegada de los colonos expulsados de la ciudad de Osorno por la insurrección mapuche que llevó a la destrucción de las siete ciudades del sur de  Chile.
A partir de 1626, se crean las primeras encomiendas y se produce la llegada de los jesuitas como evangelizadores de las islas, a través de la llamada Misión circular. En la década de 1660 se consolida como villa, y en 1666 ya es catalogado como un pueblo mixto, por la existencia de españoles e indios, siendo las primeras familias españolas los Álvarez, Oyarzún, Cárcamo, Uribe, Téllez y Vélez, siendo esta última la que dio nombre al pueblo.
En 1787, el Padrón levantado por el gobernador Francisco Hurtado reconoce a Curaco como un pueblo con una población de 1.216 habitantes, de los cuales el 85% eran españoles y el 15% indígena. Esto contribuye a crear la noción, hoy arraigada gracias a trabajos de historia local, que Curaco de Veléz sería un bastión de tradición hispánica de Chiloé. No obstante, producto de migraciones y al cambio en las formas de identificación indígena, el censo de chileno de 2017 estimó un 31,7% de población que se autoidentifica como tal en Curaco de Vélez, cifra que sigue siendo de las más bajas del archipiélago de Chiloé.

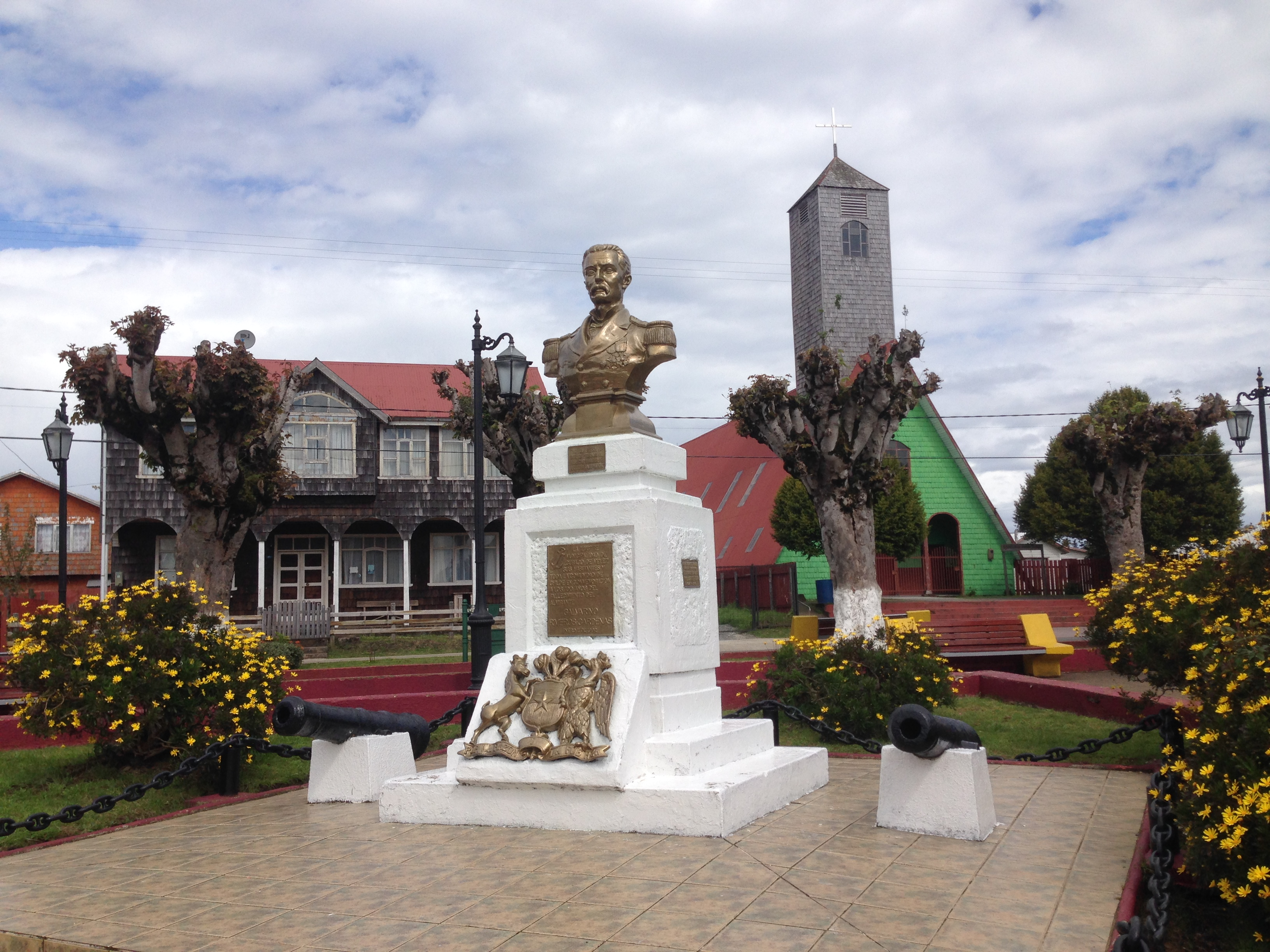
Monumento de Galvarino Riveros Cárdenas en la plaza

En 1901 Curaco comienza a estructurarse como pueblo con iglesia, plaza y calles planificadas, contando hasta 1971 con una de las iglesias patrimoniales más importantes de Chiloé. Sin embargo, ese año un incendio consumió esta antigua estructura de madera, reconstruyendose posteriormente una iglesia de menor envergadura frente a la plaza de la ciudad. En ese momento se encontraba en marcha el proceso para declararla monumento nacional, pero el decreto que le daba esa categoría se publicó tiempo después del incendio.
Entre los vecinos destacados del pueblo se cuentan el almirante Galvarino Riveros Cárdenas, que comandó la flota chilena durante el combate de Angamos (1879); el capitán de corbeta Francisco Hudson Cárdenas, el capitán de fragata Manuel Oyarzún González y el práctico de bahía Carlos Miller Norton.

## Medio ambiente

Trazado simplificado de ecosistemas y cuerpos de agua en la comuna.

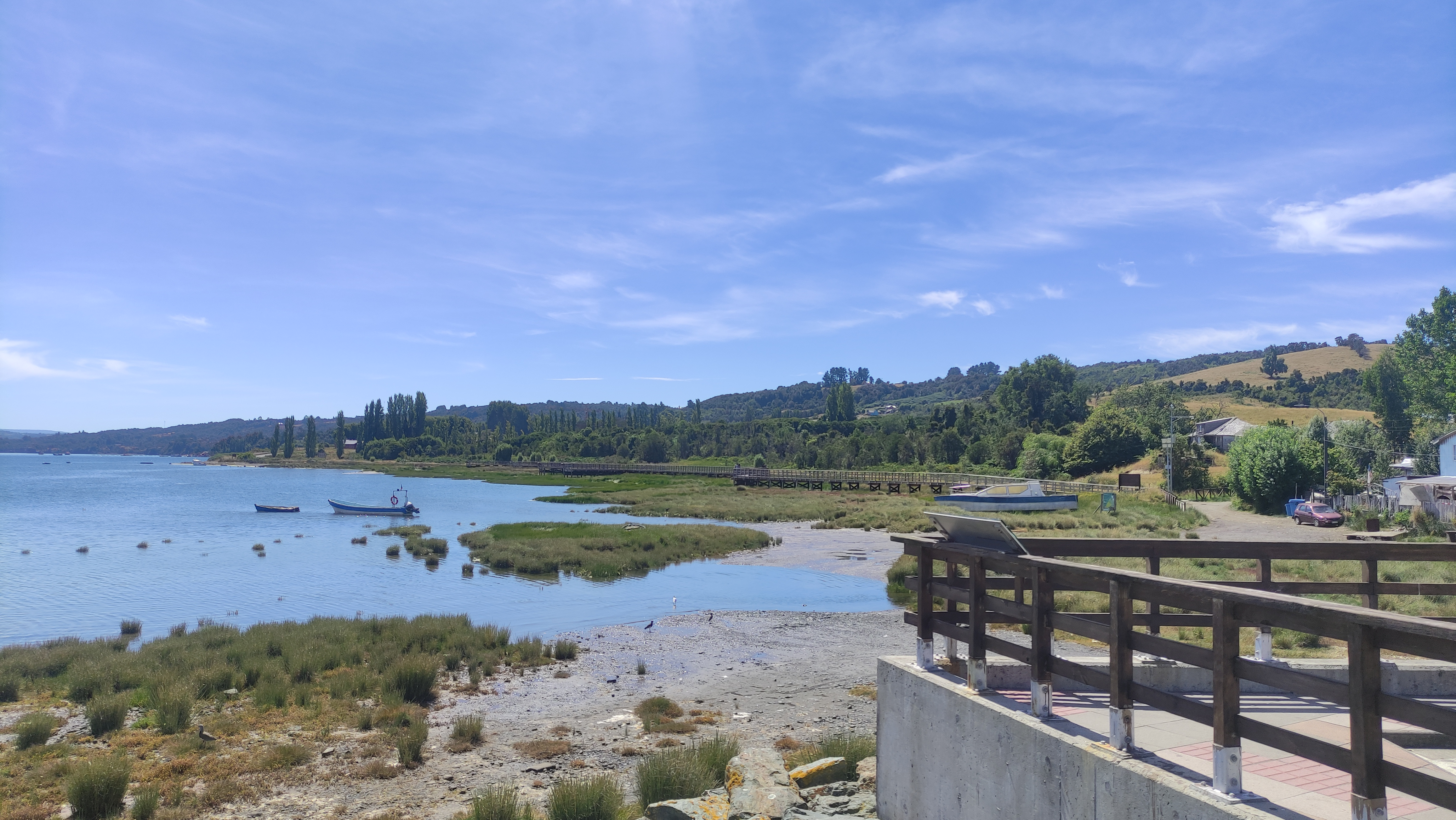
Humedal Bahía Curaco de Vélez desde la costanera.

La comuna de Curaco de Vélez se encuentra emplazada en la unidad geomorfológica de Planicie marina o fluviomarina; y presenta según la clasificación climática de Köppen clima templado lluvioso (Cfb) y clima templado lluvioso con leve sequedad estival (Cfb (s)). Esta además se halla en la cuenca hidrográfica de Islas de Chiloé y Circundantes. Además, la comuna posee diversos cuerpos de agua, entre los que se destacan la Laguna Pulul, el río Vélez y el río Los Molinos.
Dentro del territorio de la comuna se puede encontrar un ecosistema de bosque siempreverde templado interior donde predominan Nothofagus nitida y Podocarpus nubigenus (de preocupación menor).
La comuna cuenta además con un área territorial destinada a la protección ambiental, el santuario de la naturaleza Humedal Bahía Curaco de Vélez.

## Economía
Su economía se basa en la agricultura: siembra de papas, huertas unifamiliares, trigo, los cultivos acuícolas como el pelillo, ostras, choritos, abulones, y la ganadería ovina y bovina.
En 2018, la cantidad de empresas registradas en Curaco de Vélez fue de 44. El Índice de Complejidad Económica (ECI) en el mismo año fue de -1,15, mientras que las actividades económicas con mayor índice de Ventaja Comparativa Revelada (RCA) fueron Servicios de Acuicultura, excepto Servicios Profesionales y Extracción (624,06), Escuelas para Deportes (133,44) y Reproducción y Cría de Moluscos y Crustáceos (118,42).

## Medios de comunicación

### Radioemisoras
FM
- 100.5 MHz - Radio Curaco de Vélez

De igual manera, se pueden captar emisoras provenientes de Castro, Dalcahue y Achao algunas con dificultad y otras en buena recepción, dependiendo de ciertos lugares de la ciudad o de la comuna